# Euryglottis aper
Euryglottis aper är en fjärilsart som beskrevs av Walker 1856. Euryglottis aper ingår i släktet Euryglottis och familjen svärmare. Inga underarter finns listade i Catalogue of Life.

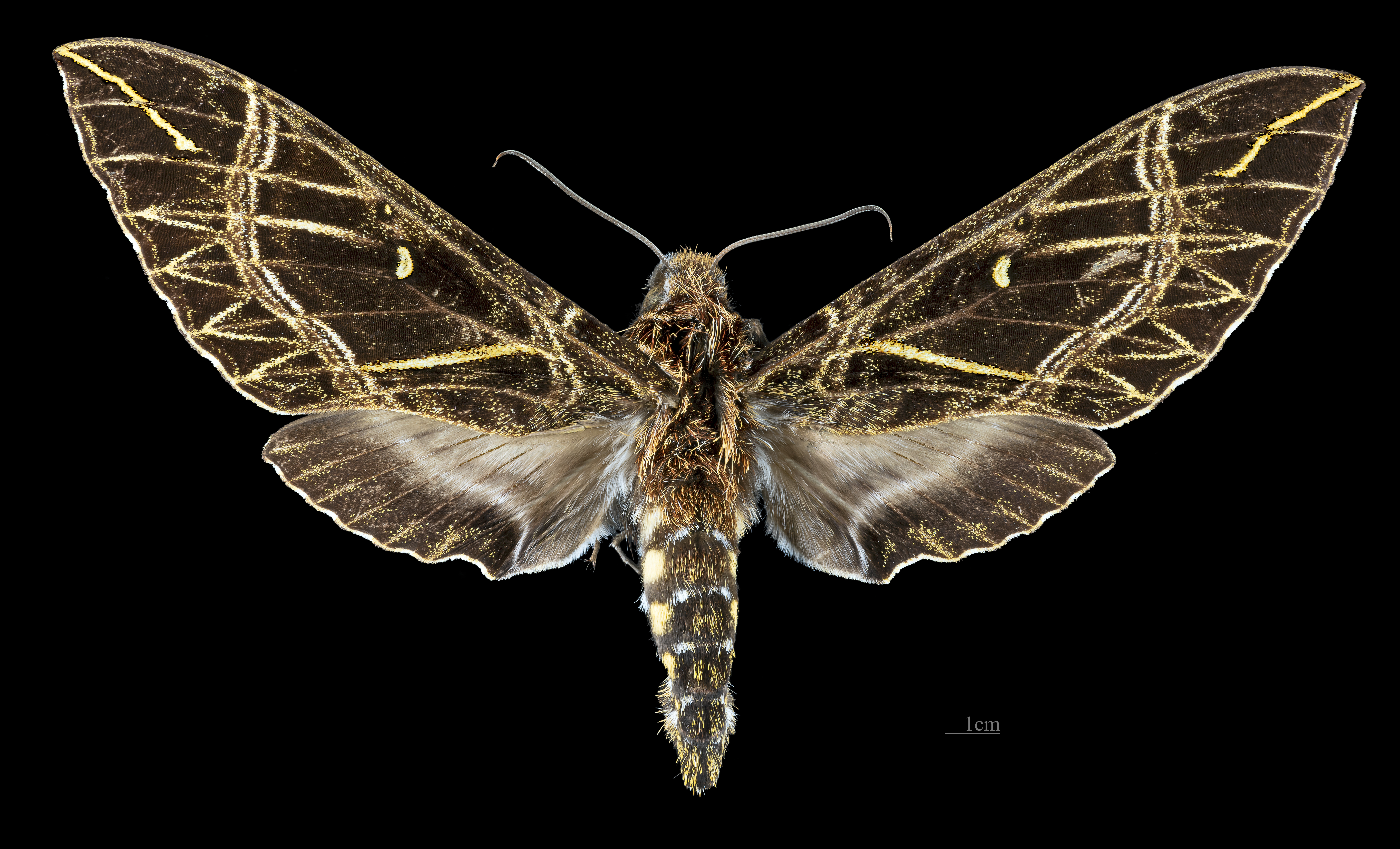
Euryglottis aper  ♀
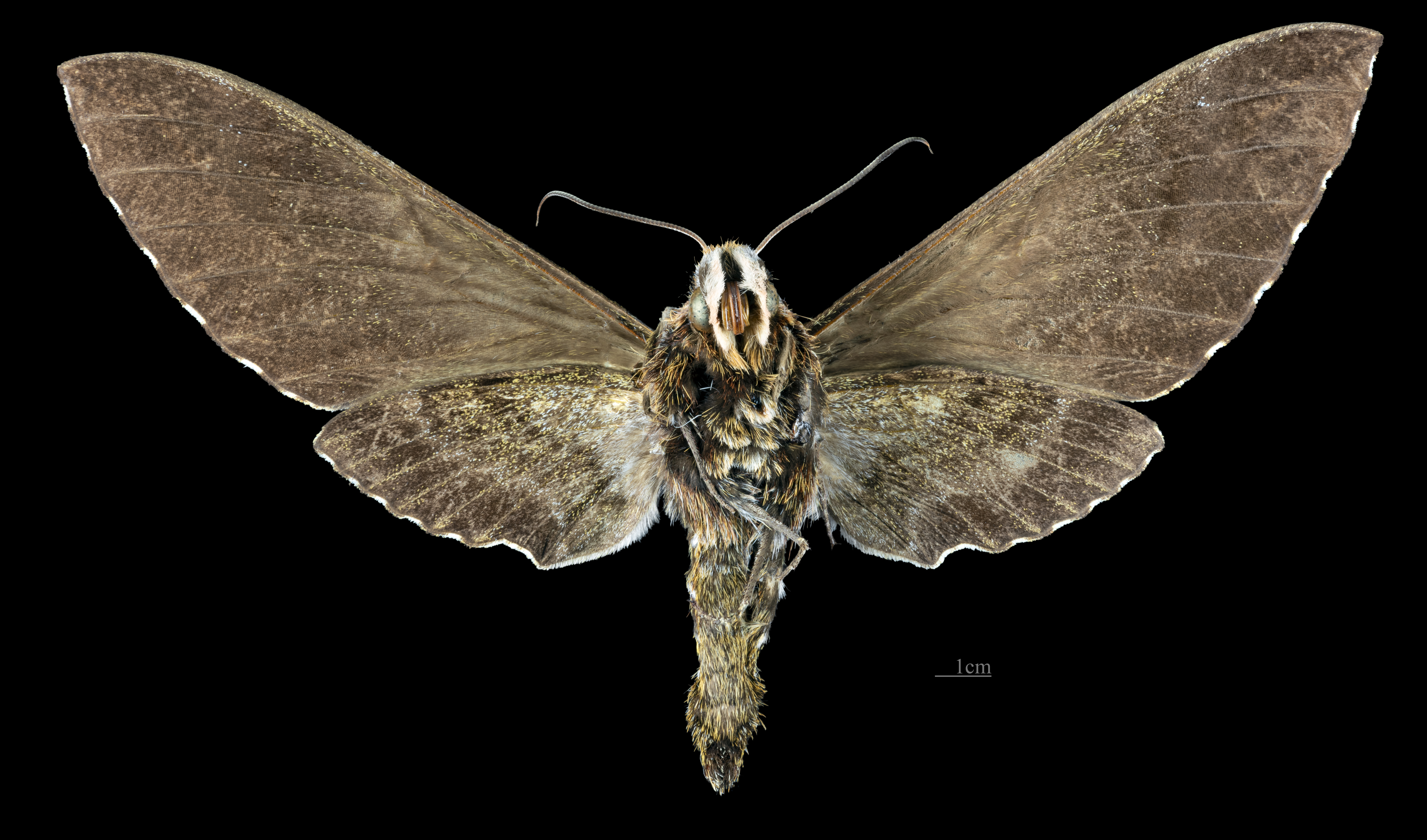
Euryglottis aper ♀  △